# هيلين هيجارتي
هيلين هيجارتي (1930 في المملكة المتحدة - ) (بالإنجليزية: Helene Hegarty)‏ هي لاعبة كريكت بريطانية. شاركت مع منتخب إنجلترا للكريكت.

## وصلات خارجية
- هيلين هيجارتي على موقع إي آس بي آن كريك إنفو (الإنجليزية)